# Nyphasia
Nyphasia is een kevergeslacht uit de familie van de boktorren (Cerambycidae). De wetenschappelijke naam van het geslacht werd voor het eerst geldig gepubliceerd in 1867 door Pascoe.

## Soorten
Nyphasia omvat de volgende soorten:
- Nyphasia fuscipennis Gahan, 1890
- Nyphasia maculata Brongniart, 1891
- Nyphasia pascoei Lacordaire, 1869
- Nyphasia pulchra Gressitt, 1951
- Nyphasia torrida Pascoe, 1867